# Альдостерон

Альдостерон

Альдостерон — основний мінералокортикоїдний гормон, що синтезується кірковою речовиною надниркової залози. Сприяє затримці натрію та бікарбонатів, виділенню іонів калію та водню і вторинній затримці води.
Найактивніший з мінералокортикоїдів. Мінералокортикоїдна активність альдостерону перевершує аналогічну активність інших мінералокортикоїдів більш ніж в 100 разів.
Біосинтез і секреція альдостерону наднирниками характерні в основному для наземних тварин. Припускають, що утворення альдостерону наднирниками в процесі еволюції сталося внаслідок посилення мінералокортикоїдних властивостей кортикостерона шляхом введення в його структуру 13-Альдо-групи.
Механізм дії альдостерону  подібний до механізму дії інших стероїдних гормонів. Клітини-мішені містять специфічні рецептори, що зв'язують альдостерон. Утворений гормон-рецепторний комплекс зв'язується з хроматином і регулює швидкість транскрипції специфічних генів. Хоча специфічні генні продукти не були виявлені, однак відомо, що для прояву ефекту альдостерону потрібно синтез РНК і білка.
Підвищення рівня альдостерону може призвести до збільшення об'єму плазми, набряків та гіпертензії.
Регуляція секреції відбувається не тільки завдяки зменшенню концентрації натрію, але й з допомогою ренін-ангіотензин-альдостеронової системи.